# 上田清二
上田 清二（うえだ せいじ、1952年 - ）は北海道釧路市在住の日本のアマチュア天文家である。

## 概要
1987年以降、釧路市において金田宏とともに705個の小惑星を発見した。これには小惑星北海道を含む。
彼が発見した小惑星の数は、2016年時点で個人としては世界9位、組織を含めても23位にランクされている。
スタンフォード大学から修士号と博士号を受けている。現在は総合研究大学院大学でスタッフとして働いている。
なお、小惑星番号4676番上田清二は、彼に因む。